# Ippolito Antonio Vincenti Mareri
Ippolito Antonio Vincenti Mareri (ur. 20 stycznia 1738 w Rieti, zm. 21 marca 1811 w Paryżu) – włoski kardynał.

## Życiorys
Urodził się 20 stycznia 1738 roku, jako jedno z pięciorga dzieci Cinzia Francesca Vincenti Gentili Mareriego i Cateriny Razzy di Sermoneta. Początkowo pobierał nauki w rodzinnej miejscowości, a następnie udał się do Rzymu, gdzie studiował na La Sapienzy, gdzie uzyskał doktorat utroque iure. Powrócił do Rieti, gdzie został klerykiem, a następnie został mianowany audytorem nuncjatury w Hiszpanii. Był zmuszony zmagać się z represjami wobec zakonu jezuitów, zarządzonych przez króla Karola III. Funkcję w Hiszpanii pełnił do 1775 roku, kiedy to powrócił do Rzymu i został referendarzem Najwyższego Trybunału Sygnatury Apostolskiej i protonotariuszem apostolskim. 19 marca 1785 roku przyjął święcenia kapłańskie. 11 kwietnia został mianowany tytularnym arcybiskupem Koryntu i 8 maja przyjął sakrę. W sierpniu został mianowany nuncjuszem w Hiszpanii i pełnił ten urząd do grudnia 1794 roku. 21 lutego 1794 roku został kreowany kardynałem prezbiterem i otrzymał kościół tytularny SS. Nereo e Achilleo. W latach 1795–1796 był legatem w Bolonii do momentu, gdy dostała się ona pod okupację francuską. W 1798 został uwięziony i osadzony w Rzymie, jednak dzięki zapłaceniu okupu, został uwolniony i powrócił do Rieti. 3 sierpnia 1807 roku papież podniósł go do godności kardynała biskupa i polecił mu objęcie diecezji Sabiny. W czasie nieobecności kardynała Giuseppego Marii Dorii Pamphili był prokamerlingiem Kościoła Rzymskiego. W 1810 roku został zmuszony do wyjazdu do Paryża, gdzie zmarł 21 marca 1811 roku.